# 天主教邦热苏斯-达拉帕教区
天主教邦熱蘇斯-達拉帕教區（拉丁語：Dioecesis Spelaeopolitana a Bono Iesu），是巴西一個天主教教區，位於巴伊亞州西南部。屬維多利亞達孔基斯塔總教區。
教區成立於1962年7月22日，2012年有教友316,000人，佔總人口79.6%。有十五個堂區、司鐸卅四人。現任教區主教為若瑟·瓦爾莫·凱撒·特謝拉。